# Nicolás Agustín Gómez
Nicolás Agustín Gómez (Santiago del Estero, Argentina, 3 de diciembre de 1992) es un futbolista argentino. Juega de mediocampista y su primer equipo fue River Plate. Actualmente milita en San Jorge de Tucumán del Torneo Federal A.

## Trayectoria

### River Plate
Llegó a River en 2006, mediante Osvaldo Diez y Peteam que fueron los que le animaron a hacer la prueba en dicho club.
Participó en la Copa Libertadores Sub-20 de 2012 con el combinado de esa categoría de River Plate, se consagraría campeón de dicho torneo luego de ganarle la final al Defensor Sporting de Uruguay por 1-0 con gol de Augusto Solari.
Hizo su debut oficial en la derrota de River Plate 1-0 frente a Estudiantes de Caseros correspondiente a los 16avos de la Copa Argentina 2012/13. Luego, fue al banco de los partidos del Millo ante Quilmes y ante Boca, no ingresando en ninguno.

### Barracas Central
Llegó a préstamo por un año para el campeonato 2015 sin cargo y sin opción. 
El volante padeció diversos inconvenientes que le postergaron su participación en el equipo de la B Metropolitana. Por eso, tan sólo actuó tres veces, reuniendo nada más que 14 minutos.

### Güemes de Santiago
Llega libre de River Plate tras su préstamo en Barracas Central.

## Clubes
| Club                          | País      | Año       |
| ----------------------------- | --------- | --------- |
| River Plate                   | Argentina | 2013-2014 |
| Barracas Central              | Argentina | 2015      |
| Güemes de Santiago del Estero | Argentina | 2016      |
| San Jorge de Tucumán          | Argentina | 2017-?    |

## Estadísticas
| Club                  | Temporada           | Div.                | Liga | Liga | Copas Nacionales * | Copas Nacionales * | Copas Internacionales ** | Copas Internacionales ** | Total | Total |
| Club                  | Temporada           | Div.                | PJ   | G    | PJ                 | G                  | PJ                       | G                        | PJ    | G     |
| --------------------- | ------------------- | ------------------- | ---- | ---- | ------------------ | ------------------ | ------------------------ | ------------------------ | ----- | ----- |
| River Plate Argentina |                     |                     |      |      |                    |                    |                          |                          |       |       |
| 2013                  | 1.ª                 | 0                   | 0    | 1    | 0                  | 0                  | 0                        | 1                        | 0     |       |
| 2013/14               | 1.ª                 | 0                   | 0    | 0    | 0                  | 0                  | 0                        | 0                        | 0     |       |
| 2014                  | 1.ª                 | 0                   | 0    | 0    | 0                  | -                  | -                        | 0                        | 0     |       |
| Total                 | Total               | 0                   | 0    | 1    | 0                  | 0                  | 0                        | 1                        | 0     |       |
| Total en su carrera   | Total en su carrera | Total en su carrera | 0    | 0    | 1                  | 0                  | 0                        | 0                        | 1     | 0     |

- (*) Las copas nacionales se refiere a la Copa Argentina.
- (**) Las copas internacionales se refiere a la Copa Sudamericana.

## Palmarés

### Campeonatos internacionales
| Título                   | Club        | País      | Año  |
| ------------------------ | ----------- | --------- | ---- |
| Copa Libertadores Sub-20 | River Plate | Argentina | 2012 |